# سفارة الولايات المتحدة في مصر
سفارة الولايات المتحدة في مصر هي أرفع تمثيل دبلوماسي لدولة الولايات المتحدة لدى مصر. تقع السفارة في القاهرة وهي تهدف لتعزيز المصالح الأمريكية في مصر.

## وصلات خارجية
- الموقع الرسمي
- قائمة سفارات الولايات المتحدة
- قائمة السفارات في مصر
- معلومات الاتصال بسفارة أمريكا في مصر